# Simone Laudehr
Simone Laudehr (Ratisbona, 12 luglio 1986) è un'ex calciatrice tedesca, di ruolo centrocampista.
Per anni ha indossato la maglia della nazionale tedesca, dalle giovanili, vincendo con la formazione Under-19 il Mondiale di Thailandia 2004, fino alla nazionale maggiore, con la quale ha disputato oltre 100 incontri e ha vinto un campionato mondiale, quello di Cina 2007 e due Europei, Finlandia 2009 e Svezia 2013.

## Palmarès

### Club
- Coppa di Germania: 3

2001 Duisburg: 2008-2009, 2009-2010
1. FFC Francoforte: 2013-2014
- UEFA Women's Champions League: 2

2001 Duisburg: 2008-2009 (UEFA Women's Cup)
1. FFC Francoforte: 2014-2015

### Nazionale
- Campionato mondiale femminile di calcio: 1

2007
- Campionato europeo femminile di calcio: 2

2009, 2013
- Campionato europeo femminile Under 19 di calcio: 1

2004
- Algarve Cup: 1

2014
- Bronzo olimpico: 1

Pechino 2008
- Oro olimpico: 1

Rio de Janeiro 2016

### Individuale
- Tor des Monats: 1

Settembre 2007
- All-Star Team: 1

Mondiale Under-19 2004